# Revolver (album de The Haunted)
Revolver (scris și rEVOLVEr) este al patrulea album al formației suedeze The Haunted. Acest album marchează un sunet mai rafinat și vocalizele originale cum nu au avut decât pe primul lor album. 
După câteva schimbări de componență, sunetul trupei a atins un nivel diferit în intensitatea muzicii lor. Întoarcerea vocalistului lor original Peter Dolving (care a părăsit trupa din cauza unor motive ce țineau de familie) reprezintă una din cele mai mari schimbări. 
Datorită intensității vocalizelor lui Dolving, acurateții cântatului la baterie al lui Per Möller Jensen și a tehnicii de chitară a trupei fanii trupei consideră că este cea mai bună lucrare de studio a trupei.
La fel cum sugerează și numele, trupa a evoluat pe acest album. Acest album conține mai mult cântat melodic și ușor ca niciodată, împreună cu vocalize dure de muzică metal. Chiar dacă au multiple influențe din genurile Hardcore punk și Death metal melodic, Revolver rămâne în cea mai mare măsură un album de Thrash metal modern.
A fost desigur un album criticat. Un anumit număr de fani considerau că vocalizele lui Marco Aro sunt mai potrivite decât cele ale lui Dolving. Fanii observaseră că vocalizele lui Dolving sunt mai potrivite stilului muzical Hardcore punk decât pentru stilul Heavy metal. Acest album conține și riff - uri cu un tempo ceva mai încet decât cele de pe celelalte albume. Este primul lor album cu Century Media.

## Melodi
- 1. "No Compromise" 3:44
- 2. "99" 3:58
- 3. "Abysmal" 4:50
- 4. "Sabotage" 2:36
- 5. "All Against All" 4:34
- 6. "Sweet Relief" 3:28
- 7. "Burnt to a Shell" 3:47
- 8. "Who Will Decide" 3:29
- 9. "Nothing Right" 3:47
- 10. "Liquid Burns" 4:45
- 11. "My Shadow" 6:55
- Ediția limitată a albumului conține melodiile bonus: "Fire Alive" și "Smut King" pe pozițiile 11 si 12, melodia My Shadow" fiind mutată pe locul 13.
- Versiunea Japoneză a albumului conține melodia "Out of Reach" pe poziția 9. "Nothing Right" a fost mutată pe poziția 10. Melodia "Smut King" nu există pe această variantă, dar "Fire Alive" rămâne pe poziția 11, deci albumul conține tot 13 melodii.

Pentru "No Compromise" a fost făcut un videoclip.

## Personal
- Peter Dolving - Vocal
- Anders Björler - Chitară solo
- Jonas Björler - Bas
- Patrik Jensen - Chitară ritmică
- Per Möller Jensen - baterie

### Invitați
- Lou Koller (Sick of It All) - co-vocalize pe "Who Will Decide".